# Wiktor Alexandrowitsch Kurotschkin

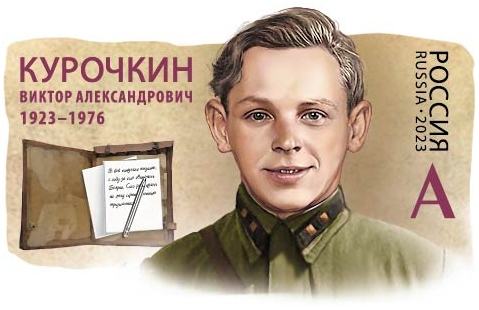
Wiktor Alexandrowitsch Kurotschkin (1923–1976) auf einer russischen Briefmarke (2023)

Wiktor Alexandrowitsch Kurotschkin (russisch Виктор Александрович Курочкин, wiss. Transliteration Viktor Aleksandrovič Kuročkin; geb. 1923; gest. 1976) war ein sowjetischer Schriftsteller, Drehbuchautor, Dramatiker und Journalist. Er war ein Teilnehmer des Großen Vaterländischen Krieges. Er stammte aus der Provinz Twer. Kurotschkin war ein Vertreter der sogenannten Leutnant-Prosa. 
Sein wohl bekanntestes Werk ist die Erzählung На войне как на войне (Im Krieg wie im Krieg; 1965), die unter diesem Titel von Wiktor Tregubow als sowjetischer Kinofilm (1968, Lenfilm) verfilmt wurde.